# Curassanthura jamaicensis
Curassanthura jamaicensis is een pissebed uit de familie Leptanthuridae. De wetenschappelijke naam van de soort is voor het eerst geldig gepubliceerd in 1992 door Kensley.